# Caesarius von Nazianz

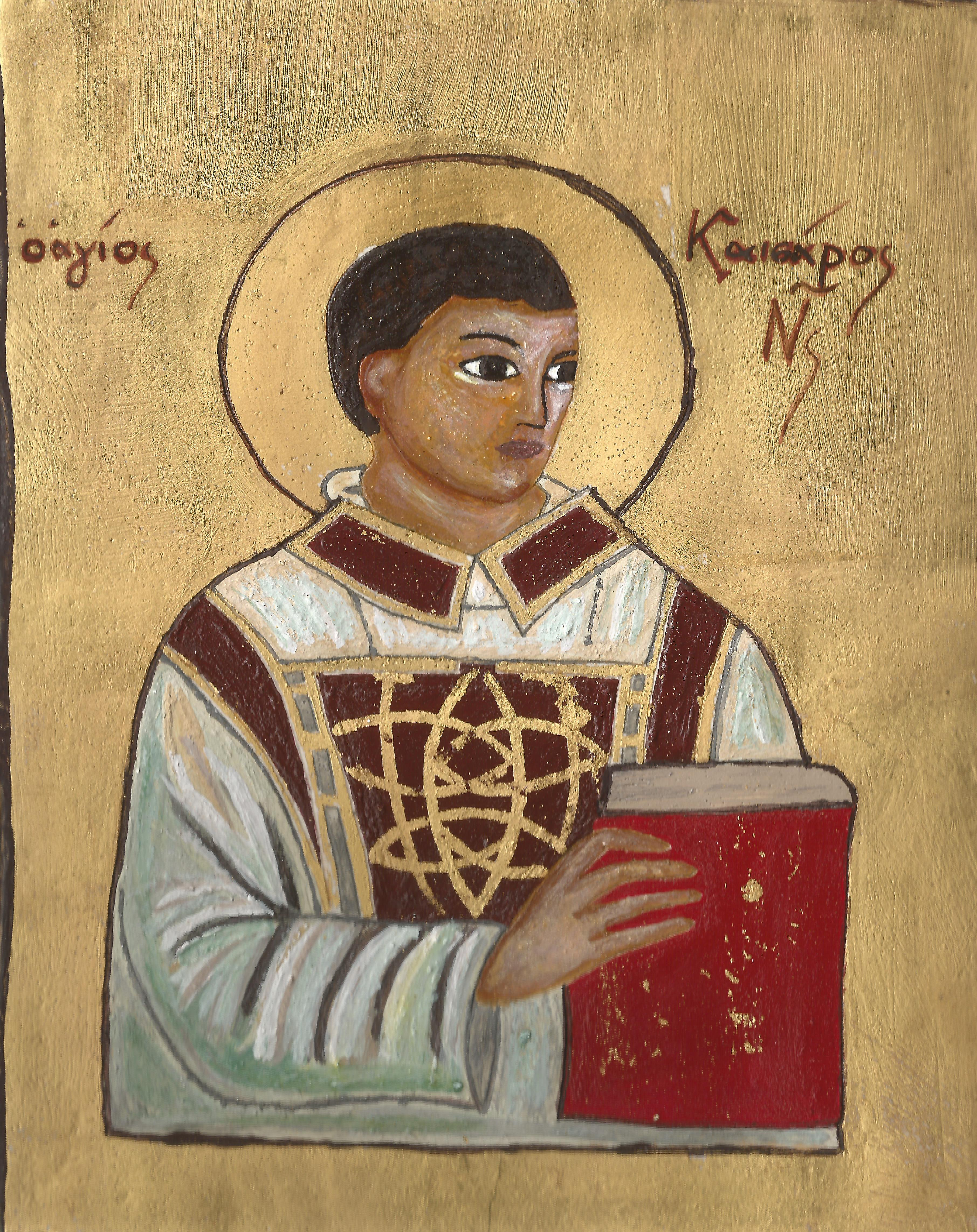
Ikone des hl. Caesarius von Nazianz

Caesarius von Nazianz (* um 330 in Arianzos bei Nazianz; † Ende 368 oder Anfang 369 in Bithynien in Kleinasien) war ein spätantiker Gelehrter, Mediziner und Beamter. Er ist ein Heiliger der römisch-katholischen Kirche und der russisch-orthodoxen Kirche.

## Leben
Caesarius von Nazianz war der Sohn des Bischofs Gregor von Nazianz dem Älteren und der jüngere Bruder von Gregor von Nazianz. Er studierte in Alexandria Rhetorik, Philosophie, Geometrie, Astronomie und als Hauptfach Medizin. 356 wurde er zum Hofarzt (Archiatros) und Comes der römischen Kaiser Constantius II. (337–361) und Julian (361–363) berufen. Als Kaiser Julian ihn für seine heidnischen Ansichten gewinnen wollte, verließ er den Hof. Julians Nachfolger Jovian holte ihn allerdings wieder zurück und Valentinian I. ernannte ihn 364 zum Statthalter der Provinz  Bithynien. Seine Residenz war in Nikomedia am Marmarameer. 368 wurde er zum comes sacrarum largitionum (der für die kaiserliche Staatskasse verantwortlich war) ernannt; nach einem Erdbeben im gleichen Jahr – dem er entkommen war – legte er sein Amt nieder. Er folgte dem Ratschlag seines Bruders und dessen Freundes Basilius und kehrte nach Nazianz zurück. Kurz nach seiner Taufe starb er vermutlich im gleichen Jahr.

## Verehrung und Heiligsprechung
Caesarius, dessen Name aus dem lateinischen „aus dem Geschlecht der Cäsarianer“ beziehungsweise „der Kaiserliche“ abgeleitet wird, ist der Schutzpatron der Ärzte, sein Gedenktag in der katholischen Kirche ist der 25. Februar, in der orthodoxen Kirche der 9. März.

## Werke
- Von Caesarius’ Werken sind eine Leichenrede auf seinen Bruder und Epitaphia erhalten (Migne PG 38).
- Seit Photios wird Caesarius ein wahrscheinlich im 5. oder im 6. Jahrhundert verfasstes dogmatisch-exegetisches Werk zugeschrieben (Caesarii Dialogi bzw. Pseudo-Kaisarios, Migne PG 38, 851ff.), das in Dialogform zu verschiedenen theologischen Fragen Stellung nimmt und Beschreibungen spätantiker Völker enthält. Es gilt als eine der frühesten schriftlichen Quellen über die Slawen.